# Агешт
Агешт (перс. اغشت‎) — село на севере Ирана, в остане Альборз. Входит в состав шахрестана Саводжболаг. Является частью дехестана (сельского округа) Береган бахша Чендар.

## География
Село находится в центральной части Альборза, в горной местности южного Эльбурса, на расстоянии приблизительно 15 километров к северо-западу от Кереджа, административного центра провинции. Абсолютная высота — 1563 метра над уровнем моря.

## Население
По данным переписи 2006 года население села составляло 190 человек (97 мужчин и 93 женщины). В Агеште насчитывалось 65 семей. Уровень грамотности населения составлял 92,63 %. Уровень грамотности среди мужчин составлял 92,78 %, среди женщин — 92,47 %.